# 2022年11月澳門
2022年11月澳門是指澳門在2022年11月發生的重大新聞事件。

## 11月1日
- 博彩監察協調局公布，10月份全澳全澳博彩毛收入38.99億澳門元，較9月的29.62億元上升31.6%，按年則跌10.7%。1-10月累計博彩毛收入357.18億元，按年減少50.5%[1]。
- 由於珠海新增一例澳門輸入源頭不明的陽性個案，應變協調中心於當天至2日上午開展全民核酸檢測計劃。受颱風尼格影響，政府呼籲盡量在當天完成全民核檢[2]。
- 全澳於11月2日至4日繼續進行每日一次的全民抗原檢測[3]。
- 應變協調中心公佈珠海58歲男患者行蹤，曾到訪多間餐廳送貨[4]。

## 11月2日
- 颱風下的全民核酸檢測計劃結束，合共超過70萬人次採樣，檢測結果均呈陰性[5]。
- 應變協調中心決定於11月4日至5日進行第二輪全民核酸檢測[6]。

## 11月3日
- 受熱帶氣旋尼格影響，氣象局首次自21世紀以來於11月八號風球[7]。氣象局表示“尼格”是繼1972年後，50年來首個於 11月發出的八號風球，亦是有紀錄以來最弱的八號風球，而“尼格”澳門氣象局總部以北10公里處的珠海市香洲區登陸[8]。
- 澳門金融管理局上調貼現窗基本利率至4.25%[9]。
- 經濟財政司司長李偉農在立法會全體會議引介2021年度預算執行情況，政府一般綜合實際收入 948.1億元，較2020年減少 6.7%；一般綜合實際開支 891.53億元，較2020年減少 7.3%。另外，包括投資計劃(PIDDA)資本開支為 138.88億元，執行率 98.6%。截至同年9月，特區基本儲備逾 1,851億元，超額儲備逾 3,778億元，財政儲備總額逾 5,629億元[10]。
- 立法會一般性通過金融體系法律制度法案[11]、樓宇滲漏水爭議的必要仲裁制度法案[12]，另外細則性審議通過信託法法案[13]。
- 政府跨部門收回位於鄰近澳門商業大馬路，屬於原「南灣湖計劃」A區9地段已被宣告批給失效的土地[14]。

## 11月4日
- 澳門金融管理局公布統計顯示，9月居民存款減少至6,594億澳門元，按月減少1.4%[15]。
- 前土地工務運輸局局長李燦烽涉貪案開審，案件包括被控犯罪集團、受賄或行賄、清洗黑錢等罪名。當中涉及的建築項目包括引起保育爭議的“疊石塘山超高樓項目風波”、“名門世家”，南灣C8地段延長土地利用期、氹北TN20及TN24地段合併發展等[16]。由於多名被告缺席，合議庭主席宣布案件改期於11月25日上午9時30分再審[17]；法院並公佈2名前領導及另外19名被告的案情詳細[18]。
- 公共建設局宣布友誼圓形地行車天橋首期定於11月9日上午11時開通啟用。另一條由新城A區通往東北大馬路的B匝道建造工程亦將於短期內開展樁基礎工程，地點近友誼圓形地長者公寓及周邊建築項目一側，期間友誼圓形地周邊需繼續實施有限度臨時交通措施[19]。
- 特區政府向立法會提交2023年財政年度預算案中，將繼續實施一系列惠民措施，包括有現金分享計劃、醫療補貼計劃，居住單位電費補貼計劃和持續進修發展計劃，預計總開支達84.14億元。同時其他援助津貼達125.11億元，相關的惠民措施估計涉及總額為209.25億元[20]

## 11月5日
- 第二輪全民核酸檢測結束，所有結果均呈陰性，澳門恢復防疫常態化；所有紅碼區於當天下午解除管控[21]。
- 因疫情停辦三年的明愛慈善園遊會於南灣湖水上活動中心復辦[22]。

## 11月7日
- 特區政府刊登公報，澳門電訊及中國電信 (澳門)獲批5G經營牌照，有效期為8年，並須向政府繳納10萬元牌照費用[23]。
- 保安司司長辦公室公佈修改《維護國家安全法》公開諮詢總結報告[24]。

## 11月8日
- 一戶通即日起新增聯網醫療機構輪候資訊[25]。
- 澳門健康碼在澳常居地點資料填報由11月9日起分批強制實施，由尾號1開始更新如此累推到11月18日[26]。

## 11月9日
- 澳門健康碼系統24小時內三次出現故障，在上午故障期間導致關閘邊檢大樓等侯通關人士大排長龍，龍尾一度到亞馬喇土腰[27][28]。
- 澳門城市規劃委員會一致通過將氹仔車胎公園用地的H2地段維持居住用途，指配合路氹城與深合區發展[29][30]。
- 政府跨部門召開記者會公佈澳門格蘭披治大賽車賽事期間臨時交通安排，50條巴士路線將改道行駛，往返山頂醫院的澳巴路線H2停駛[31]。至於外地車手來澳情況方面，目前有150多名各地車手來澳參賽，包括來自歐美、香港及內地等[32]。
- 慢性病防制委員會舉行工作會議，公佈全澳COVID-19疫苗接種率92.1%，但80歲或以上及慢性病患者接種方面不理想[33]。

## 11月10日
- 澳門立法會全體會議一般性通過《2023年財政年度預算案》法案，一系列惠民措施估計涉及總金額為237億澳門元[34]。

## 11月11日
- 中華人民共和國國務院疫情聯防聯控機制發布關於進一步優化疫情防控措施[35]，澳門新型冠狀病毒感染應變協調中心宣佈由11月12日起，所有由香港、台灣或海外入境澳門的旅客，由“7+3”，即7天集中醫學觀察加 3天在家自我健康監測，改 5天集中醫學觀察加3天居家隔離[36]。
- 為配合中國大陸以外入境人士“5+3”醫學觀察期安排，由11月12日起，除原來2個核酸檢測站設有“紅碼專道”，會再增加12個核檢站，即共14個核檢站設有“紅碼專道”[37]。
- 政府制定《夾心房屋法律制度》法律草案，夾屋申請人須為澳門永久性居民；夾屋設16年禁售期，首次及其後的出售對象須為澳門永久性居民。售價建議以相鄰區域私人住宅樓宇價格作一定比例折扣計算，售價及補價比率由行政長官批示訂定[38]。

## 11月12日
- “天舟五號”貨運飛船搭載「澳門學生科普衛星一號」成功發射升空，並順利與中國空間站成功交會對接[39]。

## 11月14日
- 一日內新增1例與拱北口岸地下商場關聯的輸入病例和1例從高風險地區輸入的相關聯COVID-19病例，政府跨部門對風順堂街18C號成熙閣第2座和雅廉訪大馬路28-28B號保寧閣列為紅碼區[40][41]。
- 在當天疫情記者會上，有記者擔心到出現陽性個案會否影響大型活動舉行？衛生局局長羅奕龍指，根據目前疫情形勢判斷本澳大型活動不受影響，他又稱，每一個大型活動舉辦方均會與當局密切溝通，倘若出現疫情變化，會有後備方案[42]。

## 11月15日
- 行政長官賀一誠宣讀澳門特別行政區政府2023年財政年度施政報告，現有民生措施包括現金分享計劃等多項專民措施維持不變[43][44]。
- 新增一例輸入關聯COVID-19輸入關聯個案，為11月14日公佈的21歲女大學生感染個案的輸入關聯個案的密切接觸者，屬管控中發現[45]。

## 11月16日
- 凌晨1時起，曾到過珠海市香洲區南屏鎮華發水岸32棟及曾赴拱北口岸地下商場負一或二層的所有入境人士，須在指定地點集中隔離直至離開當地翌日起計第 5天，但最短不少於 3 天；隨後居家隔離 3天，已入境人士健康碼將變為黃碼及須自我健康管理直至離開當地翌日起計第 5天及立即接受 1次核酸檢測，並按離開相關風險區翌日起計第 1、2、3、5 天的時序接受核檢[46]。
- 一名居住於中山市坦洲鎮的40歲男性保安感染COVID-19，每日下班後均會到珠海拱北口岸地下商場快遞區寄快遞，11月13和14日兩次核檢皆為陰性[47]。患者為土地工務局一名外判保安員，該局於上午暫停對外開放並進行清潔消毒[48]。
- 因疫情防控需要，自當天下午3時起，經珠澳口岸出入境人員改為須持24小時內核檢陰性證明，暫定7天[49]。
- 行政長官賀一誠列席立法會全體會議，就《澳門特別行政區政府2023年財政年度施政報告》回答議員提問[50]。
- 一部的士於路氹城蓮花海濱大馬路往氹仔方向撞傷一對六旬夫妻，其丈夫送往醫院後情況危殆，需即時接受手術，但延至當天凌晨傷重不治，而妻子亦多處擦傷及兩處骨折。嫌疑人原涉嫌觸犯過失傷人，檢察院目前已改控他過失殺人，同時治安警指他在斑馬線前不減速，不遵守交通規則，無謹慎駕駛，亦涉嫌觸犯危險駕駛罪[51]。

## 11月17日
- 應變協調中心接珠海通報，一名於澳門工作曾到珠海拱北地下商場的22歲女性COVID-19陽性[52]。
- 珠海於中午向澳門通報，再多一名曾到澳門的中國大陸居民女性居民核檢陽性，居住在珠海市，經常在其丈夫經營的位於澳門關閘華大新邨第一街匯康藥房逗留。同時要求曾到拱北口岸地下商場人士如實申報，及遵守相關防疫措施，未如實申報者將可能處最高六個月徒刑，或科最高六十日罰金[53]。
- 澳門金融管理局公布， 10月底本澳外匯儲備資產總額初步統計為 2,096億元，較9月經修訂總額減少 7億元，下降 0.4%。10月貿易加權澳匯指數為 114.6，按月上升 1.66點[54]。
- 周焯華案完成傳召所有證人作供，庭審尾段，合議庭向律師派發檢察院提交的修正控罪資料，律師聲請將庭審押後以準備辯護，合議庭最後決定將在11月29日上午再開庭[55]。

## 11月18日
- 一名曾到四季名薈內Vista38餐廳的25歲女性快測陽性，經核酸複檢後為陽性，被列為輸入關聯的COVID-19病例，其居住的黑沙環中街君悅灣第三座列為紅碼區[56]。
- 十月初五日街一幢三層高建築於上午近8時發生火警，2人不適送院[57]。
- 「第二十二屆澳門美食節」開鑼，超過百家本地著名特色餐飲商號參與，本屆美食節有60多間新加入商戶，其中以甜品區為主；另外，鑑於疫情升溫，主辦方為配合政府防疫工作，將原本持48小時核酸進場的規定改為24小時。主辦方亦在美食節場地外設置流動核酸車，並隨時留意周邊地區疫情最新動向[58]。

## 11月19日
- 一名60歲來自江蘇省的旅客確診COVID-19，患者於11月17日出現症狀，11月15日至19日期間曾到澳門多處地點遊覽[59]。應變協調中心於當天下午4時起開展重點區域核酸檢測計劃，相關人士需接受“5天4檢”[60]。

## 11月20日
- 第69屆澳門大賽車完滿落幕，體育局局長潘永權作總結該屆大賽車預算1.8億元，目前估計收益約為3,400萬元左右，與去年相若；四天賽事共有約7.6萬入場人次，較過去兩年多[61]。同日中午舉行的東望洋大賽發生嚴重意外，在賽事進入最後一圈一出文華東方彎，第二位的香港車手盧思豪失控撞欄，車頭嚴重損毀並波及後車。現場出動救護車，大會立即出示紅旗結束賽事。最終蘇沙力壓群雄，連續兩回合奪得冠軍。大會在賽後宣布7、55、28、97號車手已送院，送院時車手清醒[62]。

## 11月21日
- 澳門立法會舉行《澳門特別行政區政府2023年財政年度施政報告》行政法務範疇進行施政辯論[63]。
- 一名58歲的中國大陸旅客感染COVID-19，為11月18日六旬中國大陸婦人確診個案的密切接觸者[64]。

## 11月22日
- 珠澳口岸出入境持24小時內核檢陰性證明延長至11月30日24時[65]。
- 應變協調中心接珠海方面通報，一名於珠海居住在澳門任職清潔工作的外地僱員於珠海COVID-19核酸檢測結果呈陽性[66]。
- 中央廣播電視總台大型美食文旅真人秀節目《澳門雙行線——美食文旅來打卡》正式開機，預計於2023年初在中國中央電視台財經頻道播出[67]。
- 珠澳口岸出入境人員繼續實施須持24小時內核酸檢測陰性證明通關，相關措施暫定繼續延長7天至11月30日24時[68]。

## 11月23日
- 澳門立法會舉行《澳門特別行政區政府2023年財政年度施政報告》經濟財政領域施政方針，經濟財政司司長李偉農將列席會議[69]。

## 11月25日
- 前土地工務運輸局局長李燦烽貪污案正式開審[70]。
- 澳門輕軌延伸橫琴線海底盾構隧道全線貫通[71]。
- 一名甘肅省蘭州市旅客乘飛機到珠海機場後再到澳門，於上午接獲珠海通報一個機場落地混檢樣本陽性，經複檢後列為輸入性COVID-19無症狀感染者[72]。
- 澳門立法會舉行《澳門特別行政區政府2023年財政年度施政報告》保安領域施政方針辯論[73]。

## 11月26日
- 新型冠狀病毒感染應變協調中心通報一名48歲中國大陸籍外地僱員與11月22日珠海陽性個案患者乘坐同一巴士的非核心密切接觸者核檢結果陽性，並出現頭暈、發熱等症狀，被列為輸入關聯的COVID-19確診個案[74]。
- 澳門特區政府召開跨部門記者會公佈娛樂場幸運博彩經營批給安排，其中以臨時判給方式繼續維持現有六間博企營運，至於就批給合同的內容進行磋商，並將在同年年底前完成博彩經營的確定判給及批給合同的簽署工作，以便新的承批公司從2023年1月1日起，可以依照修改後的博彩法律制度及新的批給合同運營[75]。

## 11月27日
- 單日新增4例輸入關聯個案，首先由一名的士司機受感染，其後三名親人受到感染[76][77]。

## 11月28日
- 保安司司長辦公室公佈，2022年1月至9月，警方共開立刑事專案調查案件7,329宗，與2021年同期相比減少1,473宗，下降16.7%[78]。

## 11月29日
- 周焯華案進入結案陳詞階段，控方指周焯華是賭底面的最高領導層，而辯方更稱太陽城集團從無參與賭底面[79][79]。
- 兩名曾於鏡湖馬路“棠記美食”與一名感染COVID-19的士司機先後亦受感染，被列為輸入相關聯個案[80][81]。

## 11月30日
- 應變協調中心宣佈全澳居民當天起至12月2日須進行自我抗原檢測，部分人士獲豁免[82]。
- 中華人民共和國國務院任命黃柳權為澳門中聯辦副主任，同時免去在任國務院港澳辦副主任職務[83]。
- 單日新增8例輸入關聯COVID-19個案，同時珠海通報1例陽性病例於澳門氹仔濠景花園工作[84]。
- 前中共中央總書記、中國國家主席江澤民於上海市逝世，行政長官賀一誠代表澳門特別行政區政府及以個人名義，對江澤民先生的離世表示沉痛哀悼，並向其家人致以誠摯慰問。江澤民曾於1999年澳門回歸期間出席澳門政權交接儀式，也曾於2000年12月澳門回歸祖國一周年之際訪澳[85]。